# Hellraiser 7: Deader
Hellraiser 7: Deader är en skräckfilm som blev inspelad år 2004, men blev inte släppt förrän 2005. Filmen blev släppt den 7 juni 2005 i USA.

## Handling
Filmen handlar om en journalist, Amy Klein som skickas till Bukarest för att undersöka en bisarr underjordisk självmordssekt vid namn "Deaders". De säger sig kunna återuppliva de döda och de förbereder sig för ankomsten av mörkrets makter. För att få reda på sanningen har Amy inget annat val än att gå med i sekten. Något hon bittert kommer att få ångra...

## Om filmen
Hellraiser: Deader är den sjunde filmen i Hellraiser-serien om den fruktade cenobiten Pinhead.

## Rollista (i urval)
- Kari Wuhrer - Amy Klein
- Paul Rhys - Winter
- Doug Bradley - Pinhead
- Simon Kunz - Charles Richmond
- Marc Warren - Joey
- Georgina Rylance - Marla

## Filmer i serien
- 1987 – Hellraiser
- 1988 – Hellraiser 2: Hellbound
- 1992 – Hellraiser 3: Hell On Earth
- 1996 – Hellraiser 4: Bloodline
- 2000 – Hellraiser 5: Inferno
- 2002 – Hellraiser 6: Hellseeker
- 2005 – Hellraiser 7: Deader
- 2005 – Hellraiser 8: Hellworld